# Mangrovekwal
De mangrovekwal (Cassiopea xamachana) is een kwal uit de familie Cassiopeidae. De soort werd in 1892 voor het eerst wetenschappelijk beschreven door de Amerikaans zeebioloog Henry Bryant Bigelow.

## Beschrijving
Op de buikzijde van deze schijfvormige, 30 cm brede kwal leven eencellige algen in symbiose met de mangrovekwal. Zij leveren de kwal zuurstof en voedingsstoffen terwijl de kwal hen voorziet van een met netelcellen beveiligde plek. Omdat deze wieren veel zonlicht nodig hebben plaatst de kwal zich ondersteboven in helder en ondiep water. De tentakels gebruikt de mangrovekwal om kleine zeediertjes te vangen.
Voor het vangen van voedsel en om zich te beschermen tegen prooidieren beschikt de mangrovekwal over een geheim wapen. Het dier scheidt een giftig slijm uit bestaande uit kleine bolletjes, cassiosomen genaamd (naar de Latijnse naam voor de kwal). Deze bolletjes bestaan uit een laag netelcellen, die normaal aan de buitenkant zitten, en uit een laag cellen met zweepharen, die ervoor zorgen dat deze bolletjes door het water verplaatsen.

## Verspreiding en leefgebied
Deze soort komt voor in de warme delen van de westelijke Atlantische Oceaan, de Golf van Mexico en het Caribische gebied. De kwal leeft in het ondiepe water van mangroven waar hij zich vast zet aan de bodem of tegen een boomstronk.